# Amor revolucionario
Amor revolucionario (en hangul, 변혁의 사랑; RR: Byeonhyeog-ui Sarang; título en inglés: Revolutionary Love) es una serie de televisión surcoreana dirigida por Song Hyun-wook y protagonizada por Choi Si-won, Kang So-ra y Gong Myung. Se emitió desde el 14 de octubre  hasta el 3 de diciembre de 2017 por el canal tvN los sábados y domingos a las 21:00 (hora local coreana).

## Sinopsis
Es la historia de tres jóvenes de distinta condición social que quieren cambiar el mundo: Byun Hyuk (Choi Si-won) es el segundo hijo de una rica familia chaebol; lleva una vida despreocupada y causa continuos escándalos para desesperación de su padre, Byun Kang-soo, que prefiere a su hijo mayor, Woo-sung. Este, por su parte, trama en secreto contra él, para hacerse en el futuro con todo el grupo empresarial de la familia, Gangsu Group.
El segundo protagonista es Kwon Jae-hoon (Gong Myung), amigo desde la infancia de Byun Hyuk, y empleado en Gangsu  Group para intentar controlarlo y encubrir los desastres que causa. El padre de Jae-hoon es el leal conductor de Kang-soo, y conoció la cárcel precisamente por error de Byun Hyuk.
La tercera protagonista es Baek Joon (Kang So-ra), un joven despierta y animosa que, en lugar de buscar un trabajo fijo, prefiere vivir simultaneando varios empleos precarios de tiempo parcial, y tiene conciencia de lo injusta que es la sociedad con la clase trabajadora. Su padre fue agraviado por Gangsu Group después de ser un empleado leal durante mucho tiempo. Ella y Jae-hoon se conocen desde hace mucho tiempo.
Después de algunas peripecias, Baek Joon acaba siendo contratada por Byun Hyuk para ser su secretaria y sobre todo para esconderlo de la policía. Ella, aunque desprecia a los de su clase, acepta por dinero, contra el parecer de Jae-hoon. Gracias a ella, Byun Hyuk se va dando cuenta de los perjuicios que ha causado Gangsu Group en mucha gente.

## Reparto

### Principal
- Choi Si-won como Byun Hyuk, un chaebol desempleado de tercera generación que oculta su verdadera identidad como el segundo hijo de una familia adinerada y comienza a vivir en un estudio.[4][5][6]
- Kang So-ra como Baek Joon, una joven trabajadora que tiene educación universitaria pero se gana la vida trabajando a tiempo parcial.[4][5][7]
- Gong Myung como Kwon Jae-hoon, un joven inteligente que es el jefe de un equipo de secretaría en una empresa propiedad de la familia de Byun Hyuk.[7][8]
  - Son Sang-yeon como el adolescente Jae-hoon.

### Secundario

#### Familia y allegados de Byun Hyuk
- Lee Jae-yoon como Byun Woo-sung, el hermano mayor de Byun Hyuk.[9][10]
- Choi Jae-sung como Byun Kang-soo, el padre de Byun Hyuk.[10][11]
- Seo Yi-an como Hong Chae-ri, la hija menor del presidente Hong, propietario de una cadena hotelera, exnovia de Byun Hyuk.[12]
- Kyeon Mi-ri como Jung Yeo-jin, la madre de Byun Hyuk.[13][14]
- Jung Chan-bi como Byun Se-na, la hermana de Byun Hyuk.[15]
- Kim Eung-suk como Byun Gang-ho, tío de Byun Huk.
- Kim Ye-ryeong como Byun Geum-hee, tía de Byun Hyuk.[16]

#### Entorno de Baek Joon
- Kim Ye-won como Ha Yeon-hee, la mejor amiga de Baek Joon, que es azafata. Víctima de uno de los escándalos de Byun Hyuk.[17][18]
- Jeon Bae-soo como el padre de Baek Joon.[19]
- Hwang Young-hee como la madre de Baek Joon.[13]

#### Entorno de Jae-hoon
- Choi Gyu-hwan como Hwang Myeong-soo, fiscal del Tribunal Central de Seúl.[20]
- Lee Han-wi como Kwon Choon-sub, el padre de Jae-hoon.[11]
- Kim Ki-doo como el jefe Yang, compañero de trabajo de Jae-hoon.[21]

#### Otros
- Choi Dae-chul como Lee Tae-kyung, colega de Baek Joon en la empresa constructora.[10][22]
- Seo Hyun-chul como Kim Ki-sub, colega de Baek Joon en la empresa constructora.[10]
- Hwang Jung-min como An Mi-yeon, colega de Baek Joon en la empresa constructora.[10]
- Kang Young-seok como Jang Cheol-min, un policía involucrado en el arresto de Byun Hyuk, quien luego acaba siendo casualmente su vecino. Se convierte en el novio de Yeon-hee.[18]
- Kim Seung-wook como Sul Gi-hwan, empleado de Byun Group. Era amigo del padre de Baek Joon.
- Song Young-kyu como el CEO Min.[10]
- Yoon Jeong-hyuk como el gerente general Han.
- Lee Tae-kyung como un amigo de Byun Hyuk.[22]
- Park Myung-hoon como Gong Cheol-min.

#### Apariciones especiales
- Lee Yoon-ji como gerente del hotel (ep. 1-2).[23]

## Producción
La serie fue producida por Samhwa Networks y creada por Studio Dragon y el grupo creativo de Kang Eun-kyung llamado Plot Line. El valor del contrato por la producción ascendió a 6957 millones de wones.
Choi Si-won y Kang So-ra fueron confirmados como protagonistas el 19 de agosto de 2017. Se trata del primer trabajo de Choi tras su vuelta del servicio militar. La primera lectura de guion por el reparto tuvo lugar en Sangam (Seúl) el 10 de septiembre de 2017.

### Incidente del perro
A mediados de octubre de 2017, un incidente conocido como el «incidente del perro» puso en peligro la producción de la serie y afectó en todo caso a los índices de audiencia:  un hombre, director ejecutivo de un famoso restaurante llamado Han Il Kwan, resultó muerto por una herida infectada tras la mordedura de un perro propiedad de la familia del protagonista Choi Si-won; el perro no estaba atado en momento del ataque. Cuatro días después de este suceso la familia publicó fotos de la fiesta de cumpleaños del perro en las redes sociales, lo que provocó una reacción adversa en parte del público, que reclamó que el actor abandonara la serie. Aunque el actor se disculpó públicamente y llegó a un acuerdo con la familia del fallecido, la serie cayó en un punto porcentual y no volvió a rebasar el umbral del 3% de audiencia.

## Banda sonora original
| Parte | Fecha de publicación    | N.º | Título                                             | Letra                       | Música                                     | Artista              | Duración |
| ----- | ----------------------- | --- | -------------------------------------------------- | --------------------------- | ------------------------------------------ | -------------------- | -------- |
| 1     | 15 de octubre de 2017   | 1   | «Between Strange Romance» 이상한 연애 사이)        | LeeOn                       | LeeOn, Mirja Lakso                         | Cheon Dan-bi         | 3:12     |
| 1     | 15 de octubre de 2017   | 2   | «Between Strange Romance» 이상한 연애 사이)(inst.) |                             | LeeOn, Mirja Lakso                         |                      | 3:12     |
| 2     | 22 de octubre de 2017   | 1   | «Love U»                                           | Park Woo-sang, Han Jae-hwan | Park Woo-sang, Han Jae-hwan                | Younha               | 3:27     |
| 2     | 22 de octubre de 2017   | 2   | «Love U»(inst.)                                    |                             | Park Woo-sang, Han Jae-hwan                |                      | 3:27     |
| 3     | 5 de noviembre de 2017  | 1   | «Go Ready Go»                                      | Uhm Ki-yeom, Lee Young-joo  | Park Woo-sang, Shape                       | Dawon (Cosmic Girls) | 3:41     |
| 3     | 5 de noviembre de 2017  | 2   | «Go Ready Go»(inst.)                               |                             | Park Woo-sang, Shape                       |                      | 3:41     |
| 4     | 19 de noviembre de 2017 | 1   | «Sing My Song»                                     | Gustav Karlstrom            | Gustav Karlstrom, Leif Sundin, Jo Michelle | Goo Keun-byul        | 3:37     |
| 4     | 19 de noviembre de 2017 | 2   | «Sing My Song»(inst.)                              |                             | Gustav Karlstrom, Leif Sundin, Jo Michelle |                      | 3:37     |
| 5     | 26 de noviembre de 2017 | 1   | «My Way» (내 멋대로)                               | Kim Won                     | Kim Won                                    | Yeontae (IN2IT)      | 4:21     |
| 5     | 26 de noviembre de 2017 | 2   | «My Way»(inst.)                                    |                             | Kim Won                                    |                      | 4:21     |

## Audiencia
La serie no logró captar la atención del público, obteniendo modestos valores en la medición de la audiencia. Aparte de cuestiones ajenas a la serie en sí, como el incidente del perro, la crítica señaló que «la dirección poco sofisticada y el desarrollo obvio de la historia hicieron que muchos espectadores le dieran la espalda».
| Episodio | Fecha original de emisión | Índice de audiencia | Índice de audiencia | Índice de audiencia |
| Episodio | Fecha original de emisión | AGB Nielsen         | AGB Nielsen         | TNmS                |
| Episodio | Fecha original de emisión | Nacional            | Seúl                | Nacional            |
| --- | ------------------------- | ------------------- | ------------------- | ------------------- |
| 1 | 14 de octubre de 2017     | 2,501%              | 2,698%              | 2,2%                |
| 2 | 15 de octubre de 2017     | 3,533%              | 3,485%              | 4%                  |
| 3 | 21 de octubre de 2017     | 2,762%              | 2,970%              | 3,2%                |
| 4 | 22 de octubre de 2017     | 3,796%              | 3,683%              | 3,4%                |
| 5 | 28 de octubre de 2017     | 3,032%              | 2,736%              | 2,3%                |
| 6 | 29 de octubre de 2017     | 3,676%              | 3,466%              | 2,8%                |
| 7 | 4 de noviembre de 2017    | 2,792%              | 2,724%              | 2,8%                |
| 8 | 5 de noviembre de 2017    | 2,494%              | 2,274%              | 2,8%                |
| 9 | 11 de noviembre de 2017   | 2,792%              | 2,637%              | 2,3%                |
| 10 | 12 de noviembre de 2017   | 2,637%              | 2,692%              | 2,0%                |
| 11 | 18 de noviembre de 2017   | 2,69%               | 2,547%              | 1,8%                |
| 12 | 19 de noviembre de 2017   | 2,854%              | 2,692%              | 2,4%                |
| 13 | 25 de noviembre de 2017   | 2,729%              | 2,382%              | 2%                  |
| 14 | 26 de noviembre de 2017   | 2,568%              | 2,67%               | 1,8%                |
| 15 | 2 de diciembre de 2017    | 2,418%              | 2,263%              | 1,6%                |
| 16 | 3 de diciembre de 2017    | 3,306%              | 3,257%              | 2,1%                |
| Promedio | Promedio                  | 2,911%              | 2,864%              | 2,5%                |
| - En la tabla, los números azules representan los índices de audiencia más bajos y los números rojos representan los más altos. - Esta serie se transmite mediante televisión por cable/TV de pago, que por lo general tiene una audiencia más pequeña respecto a la de cadenas públicas como (KBS, SBS, MBC y EBS). |                           |                     |                     |                     |